# Can Roure (Santa Pau)
Can Roure és una obra de Santa Pau (Garrotxa) inclosa a l'Inventari del Patrimoni Arquitectònic de Catalunya.

## Descripció
És una petita casa de planta baixa, destinada al bestiar, i dos pisos. Al primer pis es puja per una escala amb revoltó. Va ser bastida amb pedra volcànica i les llindes de les finestres amb fusta. Originalment disposava de planta quadrada i posteriorment, amb els afegits, va passar a adquirir la planta rectangular. Davant la casa hi ha una àmplia era que conserva els cairons originals vermells i una pallissa de planta trapezoïdal.

## Història
La planta baixa d'aquest mas es va edificar l'any 1635 i es va acabar la primera planta el 1767. Llavors la propietària era Na Teresa Jordà, donant el seu cognom a la fageda que envoltava la seva propietat. La planta superior es va aixecar a finals del segle passat (1899). Actualment la Diputació de Girona n'és la propietària, per acord d'aquesta entitat amb el govern militar de la província, el setembre de 1984 la companyia de sapadors del batalló mixt dels enginyers quarts de la mateixa ciutat varen realitzar obres de restauració al mas.